# Dan Maskell
Pour les articles homonymes, voir Maskell.
Daniel « Dan » Maskell (11 avril 1908 - 10 décembre 1992) est un joueur britannique de tennis, qui devint plus tard mieux connu en tant que commentateur à la radio et à la télévision, sous le nom de « voix du tennis » à la BBC. Il est membre du International Tennis Hall of Fame depuis 1996.

## Biographie
Dan Maskell est né à Fulham, Londres, en Angleterre. Il fut seize fois champion de tennis du Royaume-Uni, et a été entraîneur de l'Équipe de Grande-Bretagne de Coupe Davis victorieuse en 1933. Il devint commentateur après son service militaire accomplit lors de la Seconde Guerre mondiale.
La « Dan Maskell Tennis Trust » a été fondé en 1977. Ses objectifs étaient de recueillir des fonds pour aider les personnes handicapées de jouer au tennis dans trois domaines principaux: tennis en fauteuil roulant, le tennis pour les sourds et le tennis pour les personnes ayant des troubles d'apprentissage.

## Carrière de commentateur
Dan Maskell débuta en tant que commentateur sur le tournoi de Wimbledon 1949 pour la BBC Radio avant de passer à la télévision en 1951. Il restera comme la « voix du tennis » sur la BBC, jusqu'à sa retraite en 1991. Le dernier match qu'il commenta fut la finale du simple messieurs du tournoi de Wimbledon 1991, opposant Michael Stich et Boris Becker.

## Citations
- « Et voici Živojinović, six pieds six pouces de hauteur et quatorze livres dix onces ».
- « Lendl est resté tout le long aussi calme qu'un iceberg. »
- « Voici les jumeaux Gullikson. Une paire intéressante, tous deux venant du Wisconsin. »